# Phaonia ponti
Phaonia ponti este o specie de muște din genul Phaonia, familia Muscidae, descrisă de Luci B. N. Coelho în anul 1998. Conform Catalogue of Life specia Phaonia ponti nu are subspecii cunoscute.